# Shinobu Sekine
Pour les articles homonymes, voir Sekine.
Shinobu Sekine (関根忍, Sekine Shinobu), né le 20 septembre 1943 à Ōarai dans la préfecture d'Ibaraki et mort le 18 décembre 2018 à Tokyo, est un judoka japonais. Il est sacré champion olympique en 1972 en catégorie des moins de 80 kg.

## Palmarès
| Année | Compétition           | Lieu         | Résultat | Catégorie         |
| ----- | --------------------- | ------------ | -------- | ----------------- |
| 1966  | Championnats d'Asie   | Manille      | 1er      | Moins de 80 kg    |
| 1966  | Championnats d'Asie   | Manille      | 3e       | Toutes catégories |
| 1971  | Championnats du monde | Ludwigshafen | 3e       | Toutes catégories |
| 1972  | Jeux olympiques       | Munich       | 1er      | Moins de 80 kg    |